# Orthotrichia kivuensis
Orthotrichia kivuensis är en nattsländeart som beskrevs av Jacquemart 1956. Orthotrichia kivuensis ingår i släktet Orthotrichia och familjen smånattsländor. Inga underarter finns listade i Catalogue of Life.